# Gillonnay
Gillonnay is een gemeente in het Franse departement Isère (regio Auvergne-Rhône-Alpes). De plaats maakt deel uit van het arrondissement Vienne. Gillonnay telde op 1 januari 2022 1.020 inwoners. 

## Geografie
De oppervlakte van Gillonnay bedroeg op 1 januari 2022 14,29 vierkante kilometer; de bevolkingsdichtheid was toen 71,4 inwoners per km².

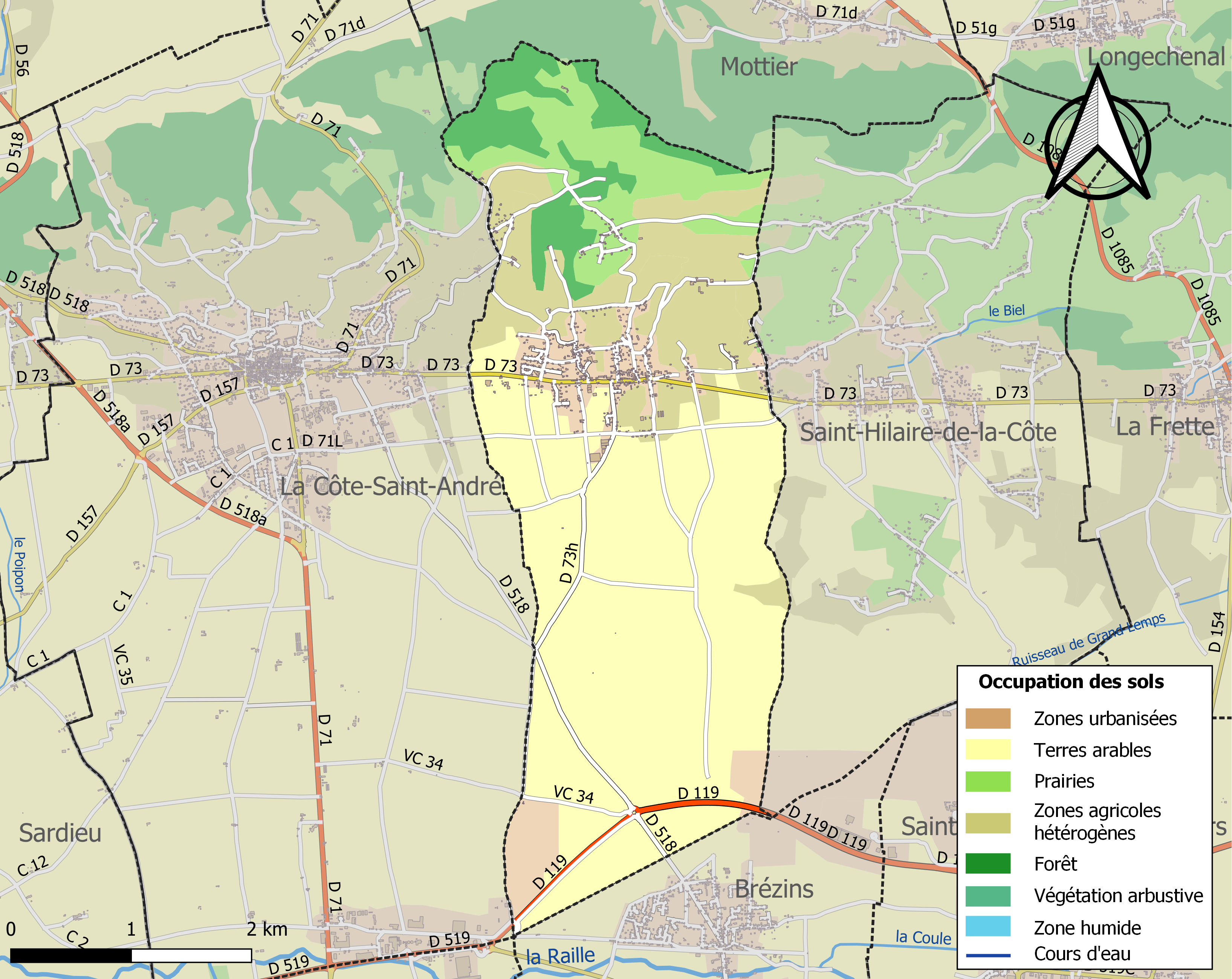
Kaart van de gemeente met de belangrijkste infrastructuur, bodemgebruik en omliggende gemeenten

## Demografie
Onderstaande figuur toont het verloop van het inwonertal (bron: INSEE-tellingen).